# 帕里无心菜
帕里无心菜（学名：Arenaria pharensis）为石竹科无心菜属的植物，为中国的特有植物。分布在中国大陆的西藏等地，生长于海拔4,360米的地区，一般生于平原，目前尚未由人工引种栽培。